# Egri VK

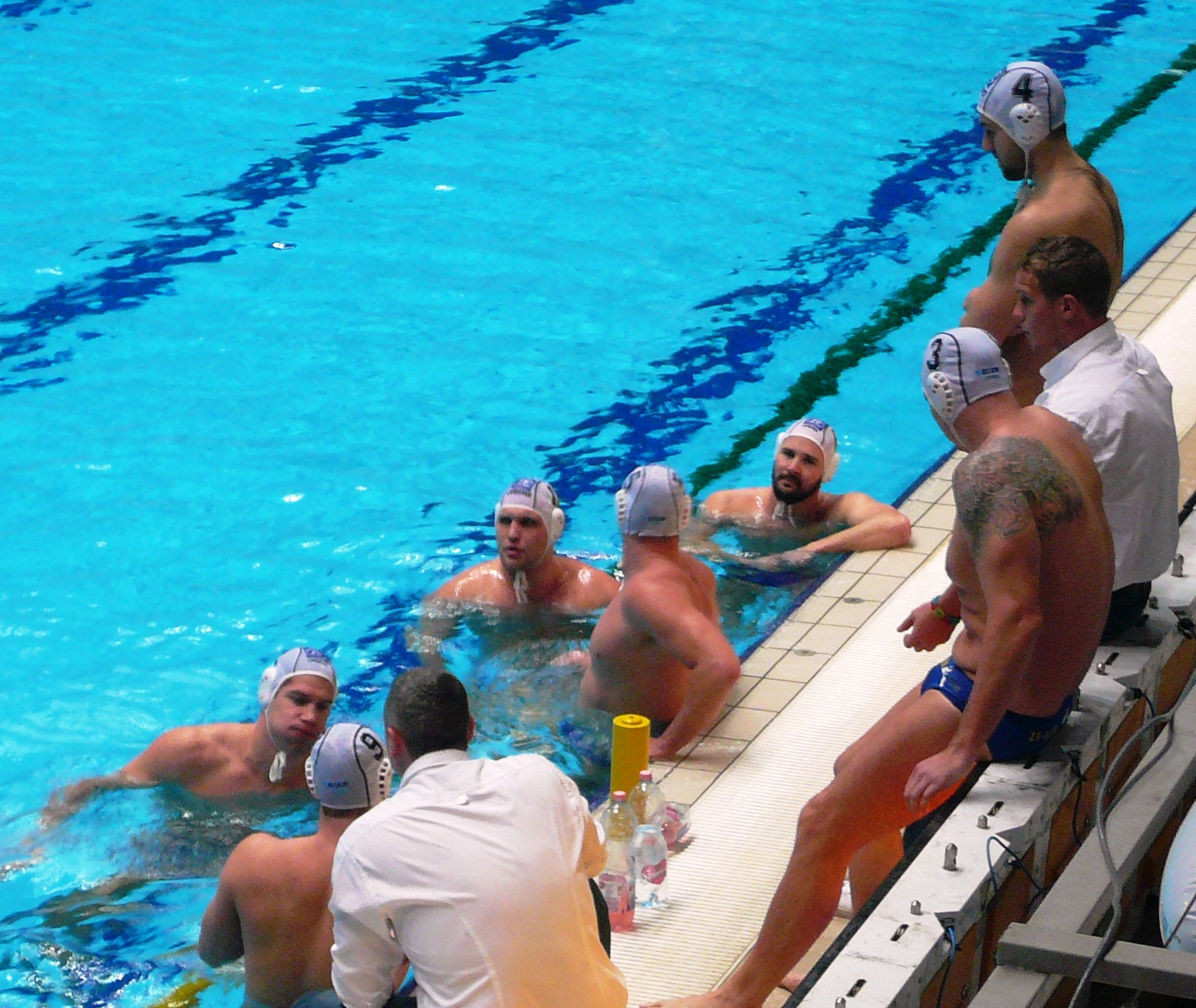
Időkérés az egri csapatnál. Bajnokok Ligája ZF-Eger – Olympiakosz Pireusz 10:9

Az Egri Vízilabda Klub vagy röviden Egri VK 1910-ben alapított magyar vízilabdaklub, mely meghatározó szerepet tölt be a sportág hazai életében.

## Története
1910-ben rendezték az első hivatalos úszóversenyt a volt érseki fürdőben. A Főreáliskola diákjai (ma Dobó István Gimnázium) voltak az első vízilabdások. 1912-ben Mezei Miklós vezényletével megalakult az Egri Torna Egyesület úszószakosztálya. Ebben az évben volt az első mérkőzés Egerben. A Miskolci Athleta Kör két csapata tartott bemutatómérkőzést a csapatoknak. 1920-ban alapították meg a MOVE Egri SE-t és 1945-ig ez a két csapat határozta meg az egri vízilabdát. 
2001 januárjában lett önálló a vízilabda klub UPC-Egri VK néven.

### A klub elnevezései
Az idők folyamán több különböző néven indultak a bajnokságokban.
- Egri TE (1908-1943)
- MOVE Egri SE (1920-45)
- Egri Barátság SE (1945-48)
- Egri SZTK (1948-49)
- Egri ÁVESZ (1950)
- Egri Fáklya SK (1951-1954)
- Egri Bástya SE (1955-56)
- Eger SE (1957),
- Egri SC (1958-59)
- Egri Vasas SK (1960)
- Egri Dózsa SC (1961-1976)
- Eger SE (1977-1994)

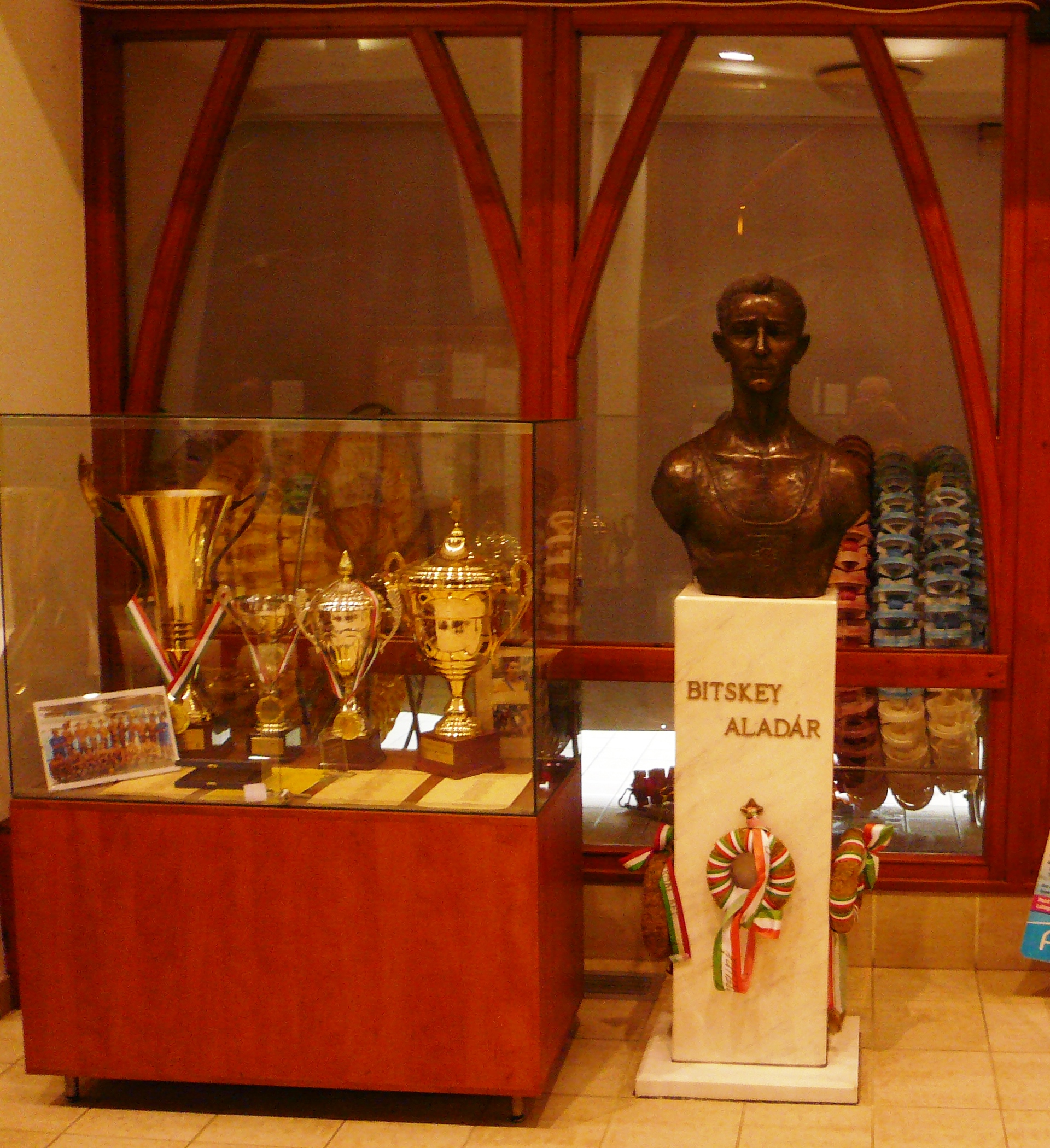
Serlegek a Bitskey uszodában

- ÚVMK Eger (1994. február 26. – 2001 január)
- UPC-Egri VK (2001. január-július)
- Egri VK (2001. július 17.)
- ZF Hungária Egri VK (2001. október 31.)
- Brendon-ZF-Eger (2004. június 2.)
- Brendon-Fenstherm-ZF-Eger (2005. augusztus 31.)
- ZF-Eger (2008 ősz)
- Tigra-ZF-Eger (2020–2024)
- Digi-Eger (2024)
- One-Eger (2025–)

## Eredmények

### Hazai sikerek
- OB I.
  - Bajnok (3 alkalommal): 2011, 2013, 2014
  - Ezüstérmes (6 alkalommal): 2008, 2009, 2010, 2012, 2016, 2017
  - Bronzérmes (6 alkalommal): 1964, 1969, 2006, 2007, 2015, 2018
- Magyar kupa
  - Kupagyőztes (4 alkalommal): 1972, 2007, 2008, 2015
  - Ezüstérmes (5 alkalommal): 1970, 2004, 2005, 2009, 2010
  - Bronzérmes (5 alkalommal): 1992, 1994, 2006, 2011, 2014

## Keret
2021–22-es szezon
| №  | Nemzetiség | Játékos              | Születési idő                 |
| 1  | HUN        | Krémer Balázs        | 1995. augusztus 11. (29 éves) |
| 2  | HUN        | Rádli Rajmund        | 2000. március 18. (24 éves)   |
| 3  | HUN        | Gólya Noel           | 2003. január 10. (22 éves)    |
| 4  | HUN        | Sári András          | 2001. augusztus 7. (23 éves)  |
| 5  | HUN        | Magyar Márton        | 1999. szeptember 9. (25 éves) |
| 6  | HUN        | Kovács Gábor         | 1989. április 30. (35 éves)   |
| 7  | HUN        | Szalai Gábor         | 1997. november 29. (27 éves)  |
| 8  | HUN        | Baksa Benedek        | 2000. május 23. (24 éves)     |
| 9  | HUN        | Lőrincz Bálint (csk) | 1994. március 10. (31 éves)   |
| 10 | MNE        | Nikola Murisics      | 1992. augusztus 16. (32 éves) |
| 11 | HUN        | Hajdu Botond         | 2003. február 17. (22 éves)   |
| 12 | HUN        | Sántavy Máté         | 1989. március 20. (35 éves)   |
| 13 | HUN        | Lőrincz Ákos         | 2003. május 13. (21 éves)     |
| 14 | HUN        | Grieszbacher Márk    | 2000. június 21. (24 éves)    |

| Szakmai stáb | Szakmai stáb      |
| ------------ | ----------------- |
| Vezetőedző   | Petrovai Márton   |
| Másodedző    | Jászberényi Gábor |

### Vezetőedzők
- Baranyai György (1954–1970)
- Pócsik Dénes (1970–1978)
- Pozsgay Zsolt (1978–1986)[1]
- Gyulavári Zoltán (1986–1991)[2]
- Pócsik Dénes és Gyulavári Zoltán (1991–1995)
- Gyulavári Zoltán (1996)
- Szilágyi Péter (1996–1998)[3]
- Gyulavári Zoltán (1998–2002)[4]
- Vidumanszky László (2002–2003)[5]
- Tóth Kálmán (2003–2004)[6]
- Gerendás György (2004–2014)
- Dabrowski Norbert (2014–2020)
- Petrovai Márton (2020–2022)
- Biros Péter (2022)
- Tóth Kálmán (2022–2024)
- Biros Péter (2024)
- Jászberényi Gábor (2024)
- Biros Péter (2025–)